# Reinier Rojas
Reinier Rojas (31 de julho de 1986) é um voleibolista profissional cubano.

## Carreira
Reinier Rojas é membro da seleção cubana de voleibol masculino. Em 2016, representou seu país nos Jogos Olímpicos de Verão no Rio de Janeiro, que ficou em 11º lugar.